# Царицына мастерская палата
Цари́цына мастерска́я пала́та — приказ, существовавший в допетровской и петровской России.
В ней сидел дьяк, заведовала же казначея-боярыня. Царицына Мастерская Палата, как и Государева Мастерская Палата, входила в состав Оружейной Палаты.
В приказе этом ведалось платье царицы, царевичей и царевен и мастеровых людей. Ему были подчинены Кадашёвская слобода в Москве и слобода Берейтово, которые должны были поставлять полотна к царскому двору. Для приёма полотен в Москве существовал особый двор, состоявший в заведовании боярыни-вдовы.
Мастерские палаты цариц упоминаются с 1656 по 1701 год:
- мастерская палата царицы Марьи Ильиничны с 1656 по 1672 год;
- мастерская палата царицы Натальи Кирилловны с 1672 по 1695 год;
- мастерская палата царицы Прасковьи Фёдоровны с 1685 по 1701 год;
- мастерская палата царицы Агафьи Симеоновны с 1680 года;
- мастерская палата царевны Натальи Алексеевны

и другие.
Пётр Великий соединил все старинные приказы дворцового управления в одно ведомство, под названием «Мастерская и Оружейная Палата» и главным ведением сената, для хранения царских сокровищ и управления московскими дворцами и волостями.